# Raster-Noton

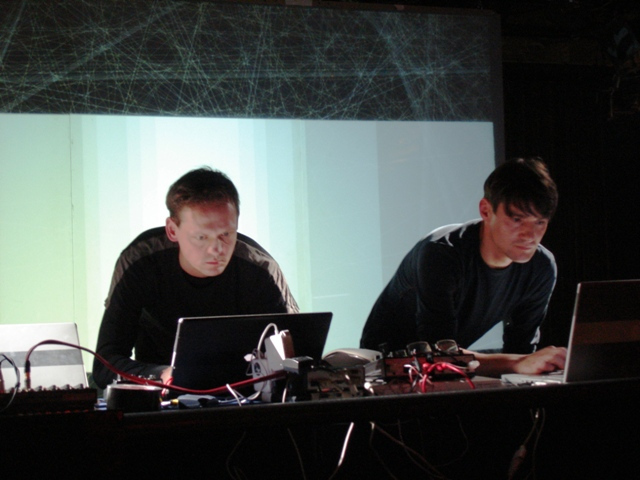
Carsten Nicolai (li.) und Olaf Bender (re.) live

Raster-Noton, mit vollem Namen raster-noton. archiv für ton und nichtton, war ein 1999 aus dem Zusammenschluss zweier junger Labels namens „raster music“ und „noton.“ hervorgegangenes Label für experimentelle elektronische Musik mit Sitz in Chemnitz. Seit der Gründung der Vorgängerlabels Mitte der 1990er Jahre wurden bis Anfang 2012 annähernd einhundertfünfzig Veröffentlichungen vorgelegt. Mit ihnen wurde das Label vor allem im Clicks-&-Cuts-Genre innerhalb weniger Jahre eines der renommiertesten Labels weltweit und galt neben A-Musik und Mille Plateaux als eines der führenden Label für experimentelle elektronische Musik in Deutschland.
Gründer und Betreiber von Raster-Noton waren Carsten Nicolai und Olaf Bender. Die enge Verbindung der Betreiber und vieler Künstler des Labels zur bildenden Kunst führte zu einer besonderen Betonung der Gestaltung der Veröffentlichungen wie auch der Präsentation des Labels. Zahlreiche der Veröffentlichungen erschienen als Teil von Serien, die gestalterisch und auch konzeptionell zusammengehören.
2017 entschlossen sich Nicolai und Bender, getrennte Wege zu gehen und das Label wieder in raster-media und Noton aufzusplitten.

## Musik

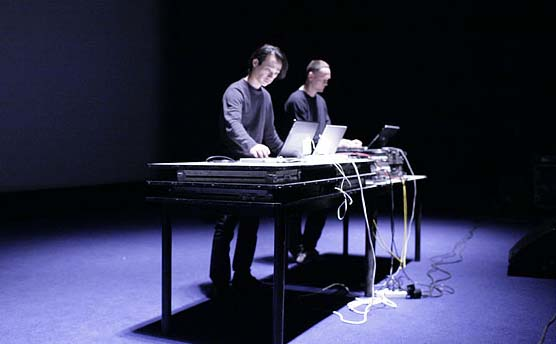
Ryoji Ikeda (li.) und Carsten Nicolai live in Moskau 2007

Die musikalische Bandbreite des Labels reichte von elektronischer Kunstmusik (William Basinski, Kim Cascone) über experimentellen Techno, Ambient und Dub bis hin zu außerhalb der Musik stehender Klangkunst oder Noise (Ryoji Ikeda, Franz Pomassl, Marc Behrens, Disinformation). Viele Künstler bzw. Projekte ließen sich dem Clicks-&-Cuts-Genre zuordnen, einer speziellen Spielart elektronischer Musik, die sich seit der Mitte der 1990er Jahre vor allem in Europa entwickelte, manche entstammten dem Kunstbereich.
Das spezielle Merkmal zahlreicher, insbesondere früher Raster-Noton-Veröffentlichungen über alle stilistischen Kategorien hinweg war eine Armut des Klangs. Häufige Kennzeichen sind im Extremfall vollständig repetitive oder nur geringfügig variierte rhythmische Strukturen aus manchmal oft nur mehr Sekundenbruchteile währenden Klangereignissen, deren Frequenzspektrum sehr schmal ist, bis hin zum reinen Sinuston. Zugleich sind die Klangräume von nur geringer Dichte, ganze Stücke werden aus nur wenigen, äußerstenfalls vollkommen vereinzelten Tönen bestritten, deren Frequenzspektren sich möglichst wenig überschneiden und die teilweise auch nicht parallel erklingen.
Gegensätze wie „sehr tief – sehr hoch“, „sehr laut – sehr leise“, „sehr lang – sehr kurz“ und „sehr schnell – sehr langsam“ werden hart gegeneinander gestellt. Unüblich ist oft auch die Herkunft der Klänge: Knistern, Knacksen, Krachen und Rauschen entstanden in klassischer Glitch-Manier aus Störimpulsen oder nahmen deren Ästhetik an.
Viele Künstler haben über die Jahre eng und viel mit Raster-Noton zusammengearbeitet, ausschließlich hier veröffentlichende Hauskünstler gab es jedoch nicht, selbst der Kern der Gründer veröffentlichte immer auch außerhalb des eigenen Labels. Zum besonders engen Umkreis des Labels mit vielen, regelmäßig wiederkehrenden Veröffentlichungen zählten vor allem Сон und Senking, aber auch Ryoji Ikeda (als Solist und in Kollaborationen) sowie zeitweise das finnische Duo Pan Sonic (sowohl gemeinsam wie auch als Solisten).

## Selbstverständnis und Präsentation
Von Anfang an arbeitete Raster-Noton mit den Methoden der Konsumwelt und verstand sich zu einem gewissen Grad auch als Teil davon. Bereits 1998, noch zu Zeiten der Einzellabels, sagte Nicolai „Keine Frage – in erster Linie ist noton ein Musiklabel und arbeitet mit den Strukturen der Industrie. […] noton arbeitet als ein Label, ein Markenname, ein Überbegriff, als etwas Wiedererkennbares.“ Trotzdem sind die Betreiber bemüht, Unabhängigkeit und Distanz zu dieser zu wahren: „Die Inhalte sind schwer zu konsumieren – auf diese Weise ist es kein Massenprodukt.“
Manifest wurde dieses Selbstverständnis auch in den Veröffentlichungen selbst. Sowohl die (scheinbare) künstliche Verknappung durch limitierte Auflagen von nur mehreren Hundert bis wenigen Tausend Stück und ausbleibende Nachpressungen regulärer Veröffentlichungen wie auch die für Tonträger aufwendige und teils luxuriöse und aufwendige Gestaltung gab den Veröffentlichungen den Charakter des Besonderen.
Mit zunehmendem Erfolg versuchte Raster-Noton sich gegen eine Vereinnahmung durch den Markt zu stellen: „Wir beschäftigen uns mittlerweile schon mit Karl Marx. Denn wir merken natürlich auf einmal, dass wir Warenfetischismus betreiben. Aber wir versuchen, auf die Zeit zu reagieren.“, ohne jedoch das spezifische und ureigene Profil aufzugeben: „Wir haben mit ‚Xerrox‘ jetzt eine Speicherkarte released, das wäre dann mehr unsere Intention.“
Die anfängliche Radikalität im Konzept wich dabei nach über einem Jahrzehnt einem vielfältigeren, weniger puristischen Ansatz: „Es ging uns früher noch entschiedener darum, nur die reine Information herzustellen und zu kommunizieren. […] Es gibt natürlich die Diskussion, etwas in dieser Erscheinung, […], zu brechen.“ „Natürlich engt auch der formalistische Zwang ein […]. Viele bei uns haben gerade das Bedürfnis mit Stimmen zu arbeiten, es geht schon weg vom Technologischen“, als erstes Ergebnis dieses Ansatzes erschien am 26. März 2008 „Сон plays Cosey“, eine stark gesangsbasierte Gemeinschaftsarbeit von Сон mit Cosey Fanni Tutti.
Deutlich wurde auch, das trotz der Radikalität des Konzeptes die spezielle Ästhetik, derer sich das Label bediente, bald durch Imitationen und Adaptionen selbstverständlich wurde: „… die Musik ist insofern präsenter als je, als die einstmalige Bewegung von heutiger Musik assimiliert ist. Wenn du dir Produktionen von Timbaland, Björk oder Madonna anhörst – die verwenden all diese Momente und wir nehmen sie nicht einmal mehr wahr, sie sind selbstverständlich geworden und in der populären Musik aufgegangen.“

## Rezeption
Die Kritik war sich weitgehend einig in der Charakterisierung der typischen Stilmerkmale von Raster-Noton, immer wiederkehrende Begriffe waren „minimal“, „reduziert“ und „experimentell“, auch Verweise auf die Genres Glitch bzw. Clicks’n’Cuts fanden sich häufig. Ebenso wurden -vor allem auch in Verbindung mit Nicolais künstlerischem Werk- Verbindungen zu Wissenschaften wie Physik oder Mathematik geknüpft. Dabei wurde auch nicht die intendierte Übereinstimmung zwischen Innen und Außen, Inhalt und Design übersehen: „Raster-Noton erforscht Serielles, Verschiebungen und Minimalinterferenzen auf Musikebene wie auch bei der Gestaltung ihrer Produkte.“
Rob Young betonte „Raster-Noton’s Material kann auf den ersten Blick abstoßend abstrakt erscheinen, doch ist es nicht ihre Absicht, eine fremdartige, dehumanisierte Vision zu schaffen“, und resümierte „Es geht nicht allein um die Maschine, sondern um den Fehler, die Alternative und die Wahl: die Qualitäten, die uns menschlich machen.“
Während Young Verwandtschaften zu Wassili Kandinsky und Oskar Fischinger sah, fragte Timo Feldhaus danach, ob Raster-Noton nicht „die Zu-Ende-Gedachten Kraftwerk“ seien. Den sich hierin andeutenden Spagat zwischen Kunst und Tanzfläche beschrieb das Magazin Intro mit den Worten „So wandert raster-noton mit seinen pulsierenden, trockenen Frequenz-Datenströmen zwischen den Orten und Welten und interessiert sich für Kunstkontexte ebenso wie für aufgeschlossene Club-Kultur.“

## Geschichte

### Vorläufer

#### Rastermusic

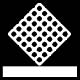
Logo von Rastermusic

Frank Bretschneider hatte 1986 im damaligen Karl-Marx-Stadt, heute Chemnitz, die Band AG. Geige mitgegründet, eine experimentelle Elektronikformation, die als reine Undergroundband begann und zwei Kassetten im Selbstverlag veröffentlichte, nach einigen Jahren jedoch zu einigem Erfolg gelangte und 1990 offiziell von AMIGA in den Vertrieb aufgenommen wurde. 1988 stieg auch Olaf Bender bei AG Geige ein und löste später Torsten Eckhardt an den „Electronics“ ab. Nach der Auflösung der Band 1993 blieben Bretschneider und Bender miteinander aktiv und gründeten 1995 das Label „Rastermusic“.
Im Oktober 1995 erschien als erste Veröffentlichung die Maxisingle Poly Acid Morph Basic Track von Kyborg, einem Berliner Acid-Techno-Projekt. 1996 folgten dann vier CD-Alben (cdr002 bis cdr005). Obwohl die Intention „… dass wir nicht eindeutig für einen Club oder eine Hörsituation oder für eine Galerie produzieren …“ bereits hier klar formuliert war, lassen die Rastermusic-Produktionen stilistisch die Verbundenheit der Musiker vor allem mit dem zu dieser Zeit besonders populären Minimal Techno oder auch dem Dub teilweise noch deutlich erkennen. Sie teilen mit zwei Anfang 1997 erschienenen CDs (cdr010 und cdr 011) das Erscheinungsbild (Cover mit weißem Hintergrund, darauf eine karoförmige Computergrafik) und werden gemeinsam mit den (konzeptionell eigentlich unverbundenen) Kyborg-Maxisingles (vyr001 / vyr009) als Raster-Serie zusammengefasst.

#### noton. archiv für ton und nichtton

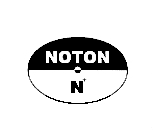
Logo von Noton

Unter den vier ersten Veröffentlichungen von Rastermusic befand sich auch das Album Spin von Noto (cdr003), neben Alva Noto eines der Pseudonyme von Carsten Nicolai, ebenfalls ansässig in Chemnitz. Der Landschaftsarchitekt und Künstler gehörte bereits von Anfang an zum Umfeld von Rastermusic und hatte 1994 bzw. 1995 ein eigenes Label namens „noton. archiv für ton und nichtton“ gegründet, das als Plattform zur Dokumentation von Klangkunst gedacht war.
Trotz seines längeren Bestehens hatte Noton bis 1996 keine Veröffentlichungen im eigentlichen Sinn produziert. In der 1997 erschienenen Broschüre ∞ findet sich ein Katalog von Veröffentlichungen, die das Profil von Noton illustrieren. Die dort angeführten Titel erschienen nur in kleinen Kunst-Auflagen als CD-Rs mit zusätzlichen Grafiken.
Mit Spin hingegen, einer Koproduktion mit Rastermusic, trat Noton erstmals als „normales“ Musiklabel in Erscheinung. Auch einige andere der bereits als Kunst-Auflagen herausgegebenen Titel erschienen später erneut (Noto, Goem, William Basinski, Noto & Ø).

### Kooperation

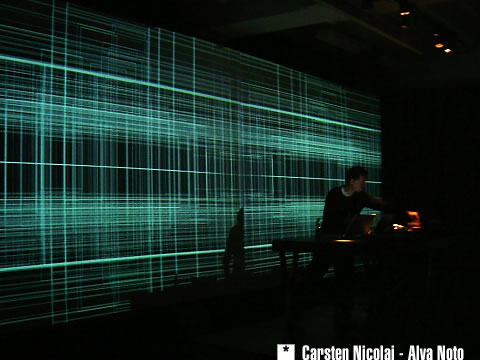
Noto Genf 2004

Mit der Clear-Serie begann 1996 die Phase der Kooperation beider Labels. Rastermusic brachte vor allem die Strukturen eines konventionellen Kleinlabels inklusive des Vertriebs durch Indigo sowie Kontakte im Bereich populärer, wenngleich grenzgängerischer Musik ein. Carsten Nicolai andererseits brachte neben zahlreichen Kontakten zu teils extremen experimentellen Musikern vor allem eine gänzlich andere Herangehensweise an die Arbeit des Labels mit: „Er hat gewisse innere Schranken bei uns eingerissen. Wir hatten damals ein paar Kontakte nach Köln und Leipzig, aber […] dass man die CDs auch nach Japan verschicken könnte, das war in unseren Köpfen einfach nicht drin.“
Nicolai war 1997 bei der Documenta X eingeladen und inszenierte dort eine Klanginstallation im Inneren einer spiralförmigen Parkhausauffahrt. Am 21. Juni 1997 fand zur Eröffnung ein Konzert statt, auf dem Mika Vainio, Carl Michael von Hausswolff sowie die drei Projekte der Betreiber der nun kooperierenden Labels, Komet (Bretschneider), Byetone (Bender) und Noto auftraten. Diese „erste wirkliche öffentliche Präsentation“ des gemeinsamen Labels gilt heute als „Gründungsmythos“. Rückblickend konstatierte Bender „Wir waren damals NoNames.“, bereits für 1998 aber konnte er anlässlich eines Auftrittes beim Sonar-Festival in Barcelona feststellen: „Mensch, die kennen uns. Eine Erfahrung die überwältigend ist, wenn man nicht in einer Metropole sitzt, sondern in Chemnitz und von dort aus versucht, ein Netzwerk aufzubauen.“

### Fusion zu raster-noton

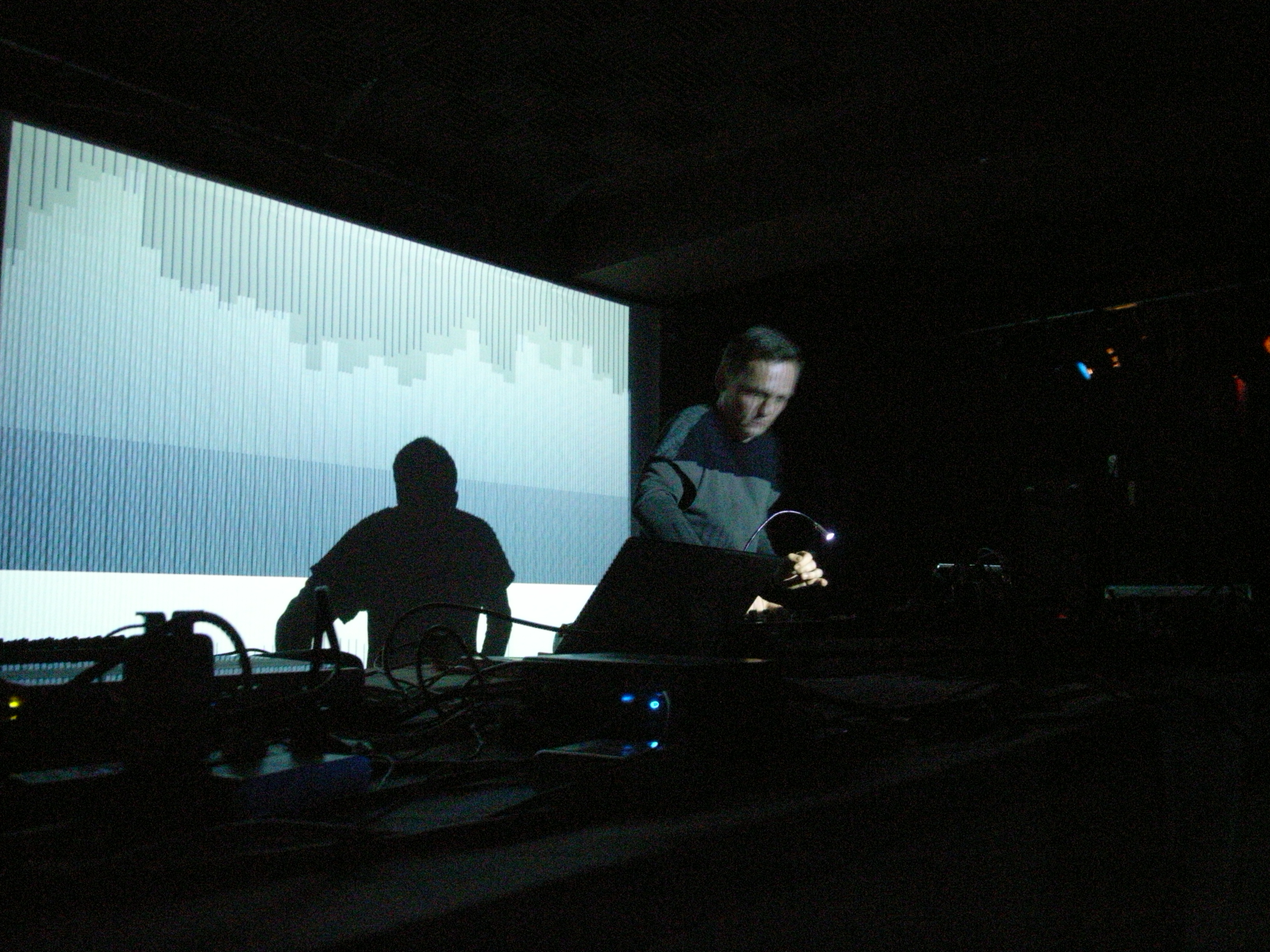
Noto Osaka 2006

Der Erfolg der Kooperation führte 1999 zur vollständigen Verschmelzung der bisher formal noch getrennten Labels. Aus Rastermusic und Noton wurde nun Raster-Noton. Das Label suchte ganz im Sinne des bereits langjährig international agierenden Nicolai verstärkt den Weg zu einem weltweiten Publikum und einem möglichst unabhängigen Vertriebsmodell. Ende 1999 wurde eine Website lanciert, seit Mitte 2000 lief der Verkauf über einen eigenen Internetshop. 1999 sollte auch das künstlerisch bisher erfolgreichste Jahr von Raster-Noton werden: Die in diesem Jahr realisierte Serie 20' to 2000 sollte sich als der endgültige Durchbruch des Labels erweisen.
Geführt wird das Label im unternehmerischen Sinn heute von Olaf Bender allein, Frank Bretschneider zog sich bereits vorher zurück, ist aber bis heute dem Label privat wie auch als Musiker, Techniker und Produzent verbunden geblieben. Carsten Nicolai hingegen ist zwar nicht mehr in die alltäglichen Arbeiten involviert, aber nach wie vor für das Label aktiv: „Olaf Bender kümmert sich um das Büro und die Herstellung, ich besorge die Außendarstellung, es ist Teamwork.“ Darüber hinaus fallen auch Fragen zu Grafik und Design in das Ressort von Bender.

### Auflösung von Raster-Noton
2017 teilte sich Raster-Noton wieder in die Vorgängerlabels auf. Olaf Bender führt unter dem Namen raster-media das Multimedia-Unternehmen raster-media weiter. Carsten Nicolais Backkatalog und Kollaborationen werden nunmehr von seinem Label Noton vertrieben. Der Name raster-noton wird nur noch im Rahmen von punktuellen Kollaborationen beider Label verwendet.
Anlässlich der zwanzigjährigen Zusammenarbeit des Labels entstand 2016 die Licht- und Sound-Installation white circle, eine Mehrkanal-Komposition bestehend aus Leuchtstoffröhren. Gemeinsam mit fünf eigenständigen Kompositionen weiterer Ton- und Videokünstler wurde white circle vom 10. Mai bis 8. Juli 2018 im Kunstbau der Städtischen Galerie im Lenbachhaus München gezeigt.

## Veröffentlichungen

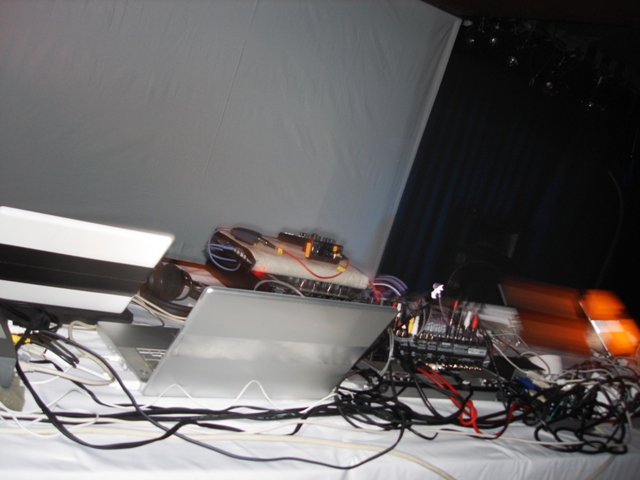
Equipment bei einem Live-Auftritt, Osaka 2006

### Serien
Die Mehrzahl der Veröffentlichungen des Labels erschien als Teil von Serien, die gestalterisch und teils auch konzeptionell zusammengehörten. Rob Young erkannte darin den Versuch, „die künstlerische Einzigartigkeit zu vermeiden“, Susanne Binas fühlte sich erinnert an „das prototypische, mit spärlichen Labelinformationen bedruckte Vinyl, wie man es aus den Zusammenhängen von Techno und House kennt.“

#### clear
Basierend auf Noton-Plänen erschienen ab 1996 Alben von Kim Cascone, Goem, Marc Behrens, Noto sowie Ø + Noto. Inhaltlich kreiste die Serie um Arbeitsweisen, die deutlich weiter aus dem Bereich üblicher elektronischer Musik der Zeit herausführten als bisher. Bereits die Auswahl der Musiker verdeutlicht die im Vergleich zur Raster-Serie größere Distanz zur Popmusik (Cascone ist Absolvent des Berklee College of Music, Behrens bildender Künstler, Goem kommen aus der experimentellen Musik). „Die Clear-Serie hob deutlich auf das konzeptuelle und experimentelle ab, das Rhythmische blieb teils vollständig außen vor.“
Gestalterisches Thema der Serie war in jeder Hinsicht die maximale Reduktion, „wir wollten die Musik veröffentlichen ohne irgendetwas außer der Musik selbst und dem zur Herausgabe unmittelbar Notwendigen.“, dabei entsprach „die Klangwelt des Labels der Ästhetik seiner Produktgestaltung und -präsentation.“ Visuell wird dies bereits an der Verpackung deutlich: die CD-Hüllen waren klare Jewelcases ohne Booklet, nur die grundlegendsten Informationen fanden sich direkt auf die Hülle gedruckt, in ihrer Gestalt identisch mit dem Aufdruck auf der sonst nur das Jewelcase widerspiegelnden CD-Oberfläche. Vinyl-Editionen waren in transparentes Vinyl gepresst und wurden ausgeliefert in durchsichtigen Plastikhüllen, nur mit einem kleinen, wiederum durchsichtigen Aufkleber versehen. Martin Pesch findet hier „die heute vorherrschende Form und Gestalt der Musikveröffentlichung einer Selbstreflexion“ unterworfen, „in dem sie die beiden dafür notwendigen Elemente -CD und Verpackung- aufeinander bezieht und ihre schiere Materialität erfahrbar macht.“
Die Clear-Serie wurde nach sieben Veröffentlichungen mit der Katalog-Nummer cdr014 beendet, später aber mit vier Veröffentlichungen zwischen cdr032 und cdr038 als „New Clear-Serie“ fortgesetzt.

#### static

Static Nr. 5 (Mokira) und Nr. 1 (Сон)

Die Static-Serie begann Ende 1998 mit der Veröffentlichung der Katalognummer cdr015, Сонs „Enter Tinnitus“, und wurde 2001 nach sieben weiteren Veröffentlichungen abgeschlossen mit der cdr040, einer Gemeinschaftsarbeit von Alva Noto und Opiate. Eine ursprünglich angekündigte Veröffentlichung von Byetone („Ratio“) erschien nicht. Drei der acht Veröffentlichungen der Serie lieferte allein der russische Debütant Ivan Pavlov (Сон), daneben erschienen CDs u. a. von Taylor Deupree und Senking.
Nach der radikalen und puristischen Clear-Serie war Static auch ein Rückblick auf die etwas konventionelleren Klangwelten der Raster-Serie, eine Hinwendung zu den „mehr musikalischen denn experimentellen Aspekten“. Die CDs waren verpackt in Ziplock-Tüten aus einer metallbedampften Antistatikfolie mit einem meist farbenfroh einfarbigen Inlay, „Mask of Birth“ von Сон erschien in einem ähnlichen Design nur auf Vinyl.
Der Name der Serie wird in einem Text des Labels näher erläutert: „Objekte und Phänomene, die gemeinhin als „statisch“ betrachtet werden, erscheinen häufig in anderen Maßstäben, Dimensionen oder Koordinatensystemen als lebhafte Prozesse und Lebensformen.“

#### 20' to 2000

20’ to 2000 Nr. 12, ELpH, „Zwölf“

20' to 2000 - twelve releases about the cutting edge of the millennium. war die erfolgreichste Serie von Raster-Noton und der endgültige Durchbruch des Labels. Die Idee war, beginnend im Januar 1999 jeden Monat bis einschließlich Dezember eine Veröffentlichung eines jeweils anderen Künstlers herauszubringen, in gleichem Design und jeweils genau 20 Minuten lang. Die Serie bezog Beiträge zahlreicher Künstler mit ein, die über die bisherige Kerngruppe hinausgingen und bereits auch international bekannt waren (z. B. ELpH, Scanner, Wolfgang Voigt, Ester Brinkmann). Abgeschlossen wurde die Reihe mit einem vierstündigen Konzert im Dezember 1999 in der Berliner Volksbühne, bei dem alle Künstler live auftraten.
Dieser „musikalische Kalender, der in zwölf CD-Veröffentlichungen einen Eindruck von den elektronischen Musik- und Klangforschungen am Ende des 20. Jahrhunderts vermittelt,“ wurde weltweit von der Kritik gewürdigt, erhielt den Prix Ars Electronica 2001 und wurde als erster digitaler Tonträger in die Sammlung des New Yorker Museum of Modern Art aufgenommen. Der Brite Rob Young sah im Design der Serie den „bis dato kohärentesten Versuch, das Medium auszulöschen oder verschwinden zu lassen.“

#### raster-post

Dokumentation zur Ausstellung „New Forms“, 1999

Raster-Post war eine Serie aus 9 Veröffentlichungen, nummeriert von 1 bis 8 und einer Nummer 10, eine Nummer 9 ist nie erschienen. Eröffnet wurde die Serie im Mai 2002 mit „Temporary Music“ von Mitchell Akiyama und abgeschlossen 2006 mit „Patherns EP“ von Сон. Raster-Post war die bisher letzte explizit als solche ausgewiesene Serie, ein konzeptioneller Unterbau fehlt hier scheinbar.

### Andere Veröffentlichungen

#### Dokumentationen und Kataloge
Neben den innerhalb von Serien erschienenen Veröffentlichungen hat es auch zahlreiche weitere Veröffentlichungen gegeben. Von besonderer Bedeutung sind Bücher (häufig mit CD-Beigaben) und Boxen, in denen das Label spezielle Events, aber auch seine eigene Tätigkeit dokumentiert und begleitet.
So erschienen Dokumentationen zur Veranstaltungsreihe „Taktlos Bern“ („oacis“ Katalog mit CD sowie eine CD-Box), zur Leipziger Ausstellung „New Forms“, der Chemnitzer Ausstellungsreihe „Weltecho“ oder eine Veröffentlichung namens „Frequencies [Hz]“ zur Ausstellung und Veranstaltungsreihe „Frequenzen [Hz]“ in der Frankfurter Schirn, deren Katalog durch die Box ergänzt wurde.
Neben solchen Compilations gab es auch wiederholt umfangreiche monographische Arbeiten zum künstlerischen Werk von Carsten Nicolai, angefangen von der schmalen, 18-seitigen Broschüre von 1997 ∞ mit eingeklebter Flexisingle über die 104-seitigen Bücher „Polyfoto“ und „Autopilot / Autorec“ (1998 bzw. 2002, jeweils mit Audio-CD) bis hin zu „Fades“ von 2007, einem 128 Seiten starken Buch mit begleitender DVD.

#### Kleinstserien und Zyklen
Neben den Serien im strengen Sinne gab es auch noch einige kleinere, eher lose zusammenhängende Folgen von Veröffentlichungen oder „Kleinstserien“.

Carl-Michael von Hausswolff, „Leech“

Zur Zeit der Fusion der Labels 1999 beispielsweise kam es zu drei sehr verschiedenen Veröffentlichungen „halboffiziellen“ und untypischen Charakters (eine begleitete Lesung von Yōko Tawada, eine speziell für eine Nicolai-Ausstellung in Tokyo produzierte CD und die erste Veröffentlichung von Signal, dem gemeinsamen Projekt von Bender, Nicolai und Bretschneider). Die drei Veröffentlichungen trugen die Bestellnummern A1 bis A3 und waren jede anders gestaltet.
Kurz vor dem Ende von Raster-Post, der bisher letzten Serie, begann eine lose Folge von CDs, die alle dasselbe Design teilten: Eine CD in einem rechteckigen Schuber mit mehreren beigelegten Postkarten. Diese Quasi-Serie erstreckte sich über fünf Veröffentlichungen von Carl-Michael von Hausswolff, Pixel, Kangding Ray, Richard Chartier und zum Abschluss im März 2007 von Senking.
Insbesondere in der Arbeit von Carsten Nicolai kam es immer wieder zu kurzen Serien und Zyklen. So erschienen seit 2002 zwei Alben, eine Maxi-CD sowie eine Live-DVD aus der Kollaboration von Alva Noto mit Ryuichi Sakamoto, einer Zusammenarbeit, die sich bei der Kritik wie auch dem Publikum als großer Erfolg erwies und die einander musikalisch wie auch gestalterisch sehr nahestehen. Ebenso war auch der dreiteilige „Transall“-Zyklus von Noto sowohl inhaltlich wie durch das Design zusammengehörig, inklusive eines zum Abschluss erschienenen handgebundenen Schubers, der alle drei Teile aufnahm.

#### Sublabel / Vertrieb
Raster-Noton gründete im September 2001 ein Sublabel namens „Kangaroo“, das von Ilpo Väisänen geführt werden sollte, einem der beiden Mitglieder des Duos Pan Sonic. Das Label schlief jedoch nach den beiden ersten Veröffentlichungen, zwei 10″-Singles von Väisänen selbst, wieder ein.
Etwas anders war das Verhältnis zu „Wavetrap“. Das Label war 1999 von Ivan Pavlov gegründet worden und hat es bis 2007 zwar auf nur fünf Veröffentlichungen gebracht, alle jedoch von bekannten Künstlern aus dem Bereich Noise / Klangkunst / Clicks’n’Cuts. Das Label wurde von Pavlov unabhängig geführt, von Raster-Noton aber exklusiv vertrieben.

## Auswahl-Diskografie

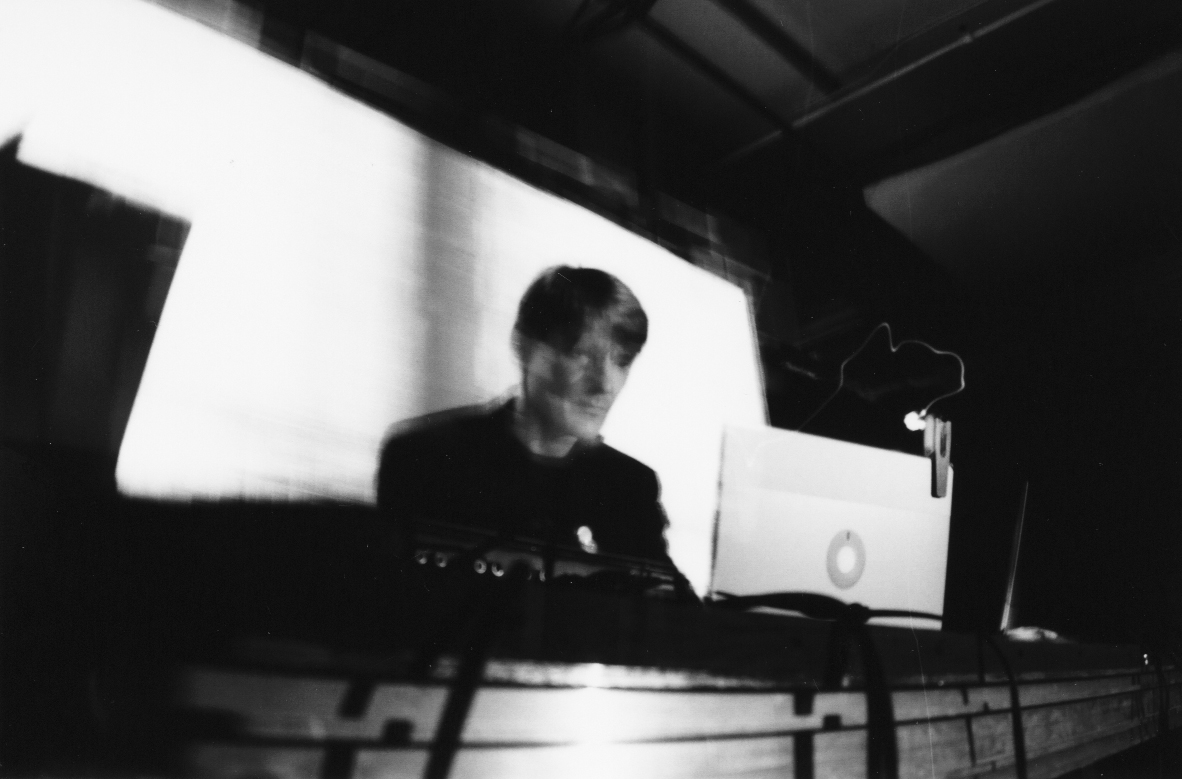
Byetone aka Olaf Bender, MUTEK Montreal 2004

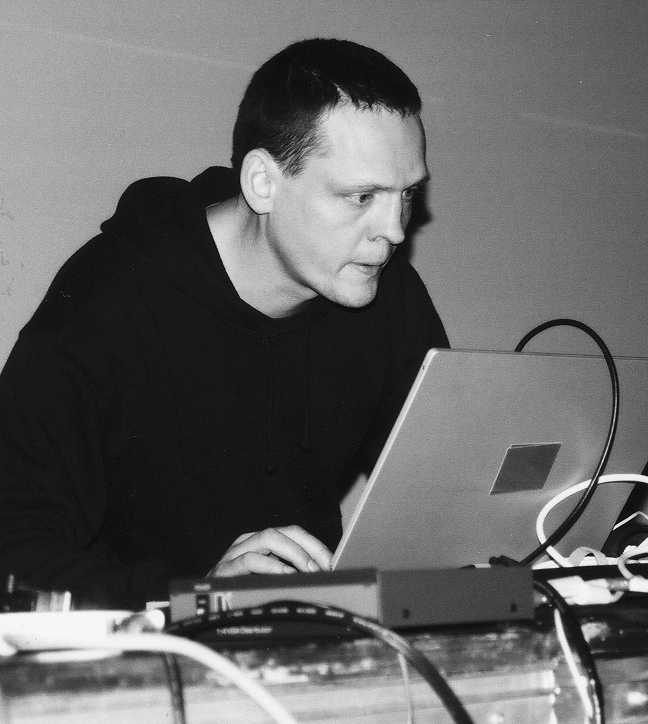
Alva Noto aka Carsten Nicolai, MUTEK Montreal 2004

### Raster-Serie
- Komet, Saat
- Noto, Spin

### Clear-Serie
- Ø + Noto, Mikro Makro
- Goem, Stud Stim
- Kim Cascone, Blue Cube [ ]
- Marc Behrens, Final Ballet
- Noto, Endless Loop Edition
- William Basinski, Shortwavemusic

### Static-Serie
- Сон, Enter Tinnitus
- Сон, Vox Tinnitus
- Signal, Centrum
- Taylor Deupree, Polr
- Senking, Trial
- Mokira, Cliphop
- Alva Noto + Opiate, Opto Files
- Сон, Mask Of Birth

### 20’ To 2000
- Komet, Manhatten / 20’ To 2000.January
- Ilpo Väisänen, Untitled / 20’ To 2000.February
- Ryoji Ikeda, 99 (1999):: Variations For Modulated 440Hz Sinewaves:: / 20’ To 2000.March
- Сон, Into Memories Of S-Tone. For Gavin Bryars / 20’ To 2000.April
- Byetone, Untitled / 20’ To 2000.May
- Senking, Untitled / 20’ To 2000.June
- Ester Brinkmann,  || | || .|.... / 20’ To 2000.July
- Scanner, Cystic / 20’ To 2000.August
- Noto, Time..Dot / 20’ To 2000.September
- Mika Vainio, Untitled / 20’ To 2000.October
- Wolfgang Voigt, 20 Minuten Gas Im November / 20’ To 2000.November
- ELpH, Zwölf / 20’ To 2000.December

### Raster-Post
- Mitchell Akiyama, Temporary Music
- Blir, Untitled
- Сон, Patherns Ep

### Sonstige
- Noto, Transall (Trilogie)
- Сон / Cosey Fanni Tutti, Сон plays Cosey
- Сон, Strings
- Robert Lippok, Redsuperstructure